# سفارة البحرين لدى مصر
سفارة البحرين لدى مصر هي البعثة الدبلوماسية لمملكة البحرين لدى جمهورية مصر العربية، وتقع بالعاصمة القاهرة.